# Карруж, Маргарита де
Маргарита де Карруж, урождённая де Тибувиль (фр. Marguerite de Carrouges; 1362—1419) — французская аристократка, жена Жана де Карружа, известная в первую очередь как героиня художественного фильма «Последняя дуэль» (2021).

## Биография
Маргарита была единственной дочерью знатного нормандского сеньора Робера де Тибувиля, предки которого упоминаются в источниках с XI века. В 1380 году она вышла замуж за рыцаря Жана де Карружа (для него это был второй брак). Современники описывают Маргариту как красивую, умную и сильную духом женщину. Её муж поссорился с Жаком Ле Гри, приближённым графа Алансонского Пьера, из-за поместья Ону-ле-Фокон, которое граф купил у Тибувиля и подарил Ле Гри. Позже Маргарита заявила, что Ле Гри её изнасиловал. Парижский парламент назначил судебный поединок, который закончился победой Карружа и гибелью его противника (29 декабря 1386). Автор «Хроники аббатства Сен-Дени» утверждает, что «невиновность Ле Гри позднее была признана всеми, поскольку другой человек, приговоренный к смерти из-за совершения тяжкого преступления, сознался в изнасиловании Маргариты».
В браке Маргарита родила сына Робера (погиб в 1424). В 1396 году её муж погиб в крестовом походе против османов, после этого Маргарита постриглась в монахини. Она умерла в 1419 году
О судьбе Маргариты рассказывается в книге Эрика Джагера «Последняя дуэль: правдивая история испытания битвой в средневековой Франции» (2004). Мадам де Карруж стала одним из центральных персонажей художественного фильма Ридли Скотта «Последняя дуэль» (2021), где её сыграла Джоди Комер.